# Csend a forgatáson – A gyerektévé sötét oldala
A Csend a forgatáson – A gyerektévé sötét oldala (eredeti cím: Quiet on Set: The Dark Side of Kids TV) 2024-ben bemutatott dokumentumfilm-sorozat, amely átfogó képet nyújt a késő ’90-es és korai 2000-es évek gyermektévéjéről, leginkább a kulisszák mögött történtekről. A dokumentumfilm kifejezetten foglalkozik Dan Schneider munkásságával, mivel ez idő alatt nickelodeonos producer volt, és a Business Insider 2022-es cikksorozatán alapul.
Az első négy rész 2024. március 17-18-án került bemutatásra az Investigation Discovery műsorán, az ötödik, összefoglaló részt pedig április 7-én. Magyarországon az HBO Max mutatta be 2024. március 29-én, de a hazai Investigation Discovery is levetítette. A harmadik epizód, A legsötétebb titok Drake Bell személyes traumáját taglalja, különösen a bántalmazó dialógustrénerével, Brian Peck-kel való kapcsolatát.
Megjelenése után pozitív megítélésben részesült mind a nézőközönség, mind a kritikusok által, külön kiemelve azokat, akik beszéltek a saját negatív tapasztalataikról a Nickelodeonnál töltött időről. Kritikák illették mindazonáltal azt, hogy keveset lehet belőle megtudni a Nickelodeonnál akkoriban alkalmazott munkakultúráról. Schneider ezután közzétett egy bocsánatkérő videót a YouTube-csatornáján, amelynek hatására többen fejtették ki véleményüket. A műsor hatására Brian Pecktől elfordult több korábbi támogatója is. A sorozat olyan komoly témákat is feszeget, mint a gyerekszínészek munkajogi megítélése a szórakoztatóiparban, az ártatlanság elvesztése, illetve a hírnév ára.

## Összefoglaló
A Csend a forgatáson – A gyerektévé sötét oldala Dan Schneider tévés producer felemelkedéséről szól, akit azzal vádolnak, hogy ártalmas munkakörnyezetet biztosított a gyermekszínészeknek.
Időrendi sorrendben haladva az 1994-ben bemutatott Sok hűhó kerül először kitárgyalásra, amely az első nagy sikere volt. Christy Stratton és Jenny Kilgen írók azt állítják, hogy Schneider alulfizette őket, és az irodában nőgyűlölő közeget teremtett. Később megjelenik Alexa Nikolas, aki arról beszél, milyen volt dolgozni a Zoey 101 sorozaton. Megjelennek továbbá a Sok hűhó, az Amanda Show, és egyéb műsorok más szereplői és munkatársai is.
A harmadik epizódban Drake Bell felfedte, hogy szexuálisan bántalmazta őt Brian Peck beszédfejlesztő. Pecket 2003-ban letartóztatták gyerekmolesztálásért, az áldozat neve viszont korábban nem volt ismert. Szóba kerültek a bíróságnak írt Pecket támogató levelek is, többek között olyan színészektől, mint James Marsden, Kimmy Robertson, Taran Killam, Alan Thicke, Joanna Kerns, Rider Strong, és Will Friedle, valamint Rich Correll rendező és Tom DeSanto producer.
Feltűnik egy másik szexuális ragadozó is, Jason Michael Handy produkciós asszisztens, aki "teljesértékű pedofil"-ként hivatkozik magára, és aki szexuális tartalmakat küldött az akkori gyermekszínészeknek.

## Szereplők
- Drake Bell (az Amanda show egyik színésze és a Drake és Josh főszereplője)
- Joe Bell (Drake Bell apja)
- Tracey Brown (Bryan Hearne anyja)
- Mike Denton (az iCarly operatőre)
- Rick Ellis (újságíró)
- Virgil L. Fabian (a Sok hűhó és az Amanda show rendezője)
- Leon Frierson (a Sok hűhó 4-6. évadának szereplője)
- Bryan Hearne (a Sok hűhó 7-8. évadának szereplője)
- Anne Henry (a BizParentz Foundation társalapítója)
- Katrina Johnson (a Sok hűhó 1-3. évadának szereplője)
- Jenny Kilgen (az Amanda show írója)
- Scaachi Koul (író, BuzzFeed Canada)
- Raquel Lee (az Amanda show szereplője)
- Shane Lyons (a Sok hűhó 7-9. évadának szereplője)
- MJ (az Amanda Showban epizódszereplő, csak Brandiként ismert lány anyja)
- Alexa Nikolas (a Zoey 101 szereplője)
- Soledad O’Brien (újságíró)
- Pam Penn (Raquel Lee anyja)
- Giovonnie Samuels (a Sok hűhó 7-9. évadának szereplője)
- Christy Stratton (az Amanda show írója)
- Kyle Sullivan (a Sok hűhó 7-10. évadának szereplője)
- Marc Summers (a Double Dare műsorvezetője)
- Kate Taylor (újságíró, Business Insider)
- Karyn Finley Thompson (a Sok hűhó, az Amanda show és a Drake és Josh szerkesztője)

## Epizódok
| Sor. | Év. | Cím                                                                    | Rendező                        | Premier                             |
| --- | --- | ---------------------------------------------------------------------- | ------------------------------ | ----------------------------------- |
| 1. | 1.  | Emelkedő csillagok, aggasztó kérdések (Rising Stars, Rising Questions) | Mary Robertson & Emma Schwartz | 2024. március 17. 2024. március 29. |
| Ebben az epizódban kerül bemutatásra Dan Schneider korai karrierje, különösen a "Sok hűhó" című műsorban végzett munkája. A sorozat két korábbi nő írója, Christy Stratton és Jenny Kilgen nyilatkoznak konfliktusos kapcsolatukról a producerrel. Többek között mesélnek arról is, hogy ketten kaptak egy munkabért, ami teljes mértékben ellentétes volt a hollywoodi írószövetség szabályaival, de beszámiltak szexista viselkedésről is. Az epizód végén kiderül az is, hogy bár problémáikkal bírósághoz fordultak, végül mindkettejüket kirúgták. |     |                                                                        |                                |                                     |
| 2. | 2.  | Sötét időszak (Hidden in Plain Sight)                                  | Mary Robertson & Emma Schwartz | 2024. március 17. 2024. március 29. |
| 1996-ban a Laugh Factoryban tartott stand up-műsora közben fedezték fel Amanda Bynes-t, akinek karrierje az "Amanda Show" és a "Tesóm nyakán" című sorozatokkal villámgyorsan felívelt - mindkettőnek Schneider volt a producere. Korábbi gyerekszínészek a "Sok hűhó"-ból beszélnek Schneider durva bánásmódjáról, többek között Leon Frierson, Bryan Hearne, Katrina Johnson, Giovonnie Samuels, és Kyle Sullivan. Kiderül az is, hogy két, a műsoron dolgozó felnőtt, Jason Michael Handy produkciós asszisztens (aki egy, az epizódban csak Brandi néven emlegetett epizódszereplőt zaklatott) és Brian Peck dialógustréner (aki az Amanda Show-ba is bekerült) mindketten elítélt pedofilok.                                                               |     |                                                                        |                                |                                     |
| 3. | 3.  | A legsötétebb titok (The Darkest Secret)                               | Mary Robertson & Emma Schwartz | 2024. március 18. 2024. április 5.  |
| Drake Bell és az apja, Joe, beszámolnak arról, hogy az Amanda Show forgatása során hogyan hitette el Brian Peck Drake-kel, hogy ő sokkal fontosabb az életében, mint a saját szülei. Drake végül felfedi, hogy a férfi többször is szexuálisan zaklatta. Miután Peck többször is megpróbálta utolérni Drake-et a barátnője házában telefonon, azt javasolva, hogy neki kéne játszania az apját a "Drake és Josh" című sorozatban, ő és az anyja a rendőrséghez fordultak, mely után Pecket letartóztatták. Ugyan Drake és a szülei megnyugodtak amiatt, hogy többé már nem kell félniük a férfitól, az eset olyan mély nyomokat hagyott Drake-ben, hogy önpusztító életmódba kezdett.                                                                           |     |                                                                        |                                |                                     |
| 4. | 4.  | Túl közel a Naphoz (Too Close to the Sun)                              | Mary Robertson & Emma Schwartz | 2024. március 18. 2024. április 5.  |
| Brian Pecket a bírósági tárgyalása során számos hollywoodi híresség támogatta. Dan Schneider továbbra is nagy jelentőségű producer maradt a Nickelodeonnál, de viselkedése miatt egyre több kritikát kapott, és ekkor kezdték el többen is szóvá tenni az iCarly, a "V mint Viktória" és a Zoey 101 című sorozatokban látható szexuális utalásokat. 2018-ban, a MeToo-mozgalom előretörésével általános elégedettség fogadta, amikor Schneidert kirúgta a Nickelodeon. Sok megszólaltatott gyerekszínész beszámolt arról, hogyan hatott ki színészkedésük a mentális egészségükre, és szóba kerül Drake Bell számos összeütközése a törvénnyel, többek között 2015-ös ittas vezetése és a 2021-es kiskorú veszélyeztetési ügye, amiben bűnösnek vallotta magát. |     |                                                                        |                                |                                     |
| 5. | 5.  | Megtörni a csendet (Breaking the Silence)                              | Mary Robertson & Emma Schwartz | 2024. április 7. 2025. április 10.  |
| Az epizód az előző részeket foglalja össze, néhány, eddig be nem mutatott képsorral együtt. Ez tulajdonképpen egy beszélgetés, amelyben Drake Bell, Giovonnie Samuels, Bryan Hearne és anyja, Tracey Brown, valamint Shane Lyons szerepelnek (utóbbi most először jelenik meg a sorozatban). A beszélgetés moderátora Soledad O’Brien újságíró. |     |                                                                        |                                |                                     |

## A sorozat készítése
2018-ban, a #MeToo-mozgalom indulásakor a ViacomCBS számos dolgozójával elbeszélgetett a Dan Schneiderrel kapcsolatos tapasztalataikról. Ugyan Schneider kapcsán közvetlen szexuális zaklatásra nem derül fény, az kiderült, hogy sokukkal durván és megalázóan beszélt és kontrollálni akarta őket. Nem sokkal ezek napvilágra kerülése után Schneider elhagyta a Nickelodeont.
Ekkoriban Mary Robertson rendező-producer észrevett egy neten terjedő virális videót, amelyben korábbi, Schneider által készített gyerekműsorokban látható, szexuálisan kétértelmű jelenetek voltak összevágva. Az egyik ilyen jelenetben Ariana Grande, a "V, mint Viktória" című sorozat főszereplője volt látható, ahogy vizet locsolt magára a kamerának fejjel lefelé fekve, egy másikban pedig Jamie Lynn Spears, a Zoey 101 főszereplője arcára ragacsos folyadékot spriccelnek. Robertson szerint ez a két rövid jelenet egyértelműen pornográf jellegű.
Robertson és Emma Schwartz ezután Kate Taylorral, a Business Insider riporterével közösen keresett fel színészeket és munkatársakat Schneider korábbi műsoraiból. Schwartz megfigyelése szerint sokan megkönnyebbültek attól, hogy végre beszélhetnek arról, amit átéltek, de voltak olyanok is, akik továbbra sem voltak hajlandóak megnyílni, félve az esetleges következményektől. Megpróbálták felvenni a kapcsolatot Schneiderrel is, ő azonban következetesen elzárkózott a szerepléstől, ezért álláspontját az epizódok bizonyos pontjain megjelenített szöveges üzenetben mutatták be. A legnyomasztóbb a Drake Bell-lel készült interjú volt, amit az egész stáb néma csendben hallgatott végig, és Bell ezt követően szanatóriumba is vonult egy időre. Egy interjúban azt is elmondta, hogy egy korábbi műsorban megtagadta a közreműködést, ami miatt sokan kritizálták.

## Fogadtatás
A sorozat bemutatása során a Nickelodeon sajnálatát és együttérzését fejezte ki Drake Bell iránt. Emellett közleményt adtak ki, amely az epizódokba is bekerült: "Minden hivatalos panaszt kivizsgálunk, mivel alapelvünk a biztonságos munkahely megteremtése. Számos óvintézkedést hoztunk létre, amelyekkel biztosítjuk, hogy megfeleljünk az elvárásoknak". Bell a The Sarah Fraser Show-ban ezt a nyilatkozatot üresnek nevezte azzal, hogy szerinte nyilvánvalóan egy jogászuk írta azt.

### Más Nickelodeon-sztárok reakciói
Devon Werkheiser, a "Ned's Declassified School Survival Guide" című műsor főszereplője TikTok-videóban viccelődött a Nickelodeon vádjain, színésztársai,  Lindsey Shaw és Daniel Curtis Lee jelenlétében. A videót többen kritizálták, miután elbagatellizálni látszott a gyerekmolesztálást. Werkheiser később mindenkitől bocsánatot kért, akit szerepeltetett a videóban, majd március 22-én egy podcast-epizódban is elemezték a dolgot - kiemelve, hogy Brian Peck is ott volt a sorozatuk egyik epizódjának forgatását.
Marc Summers, a "Double Dare" műsorvezetője meglepődött, hogy bekerült ő is a filmbe, amikor pedig megtudta, miről fog szólni, inkább visszalépett a szerepléstől. Később elmondta: azt hitte, hogy a sorozat a Nickelodeonról fog általánosságban szólni, és amikor mutattak neki egy jelenetet az egyik műsorból, úgy érezte, csőbe akarják húzni, ezért otthagyta az interjút. Elmondta azt is, hogy ennek kapcsán Dan Schneiderrel sosem találkozott, tekintve, hogy a műsorai előbb futottak, mielőtt ő odakerült volna. Azt mondták neki, hogy a szereplése nem fog bekerülni a végleges sorozatba, mégis bevágtak belőle egy részletet. Robertson és Schwartz erre azt mondták, hogy mindenkit megfelelően tájékoztattak arról, hogy miről fog szólni a műsor, ehhez képest később Raquel Lee és Alexa Nikolas is azt mondták, hogy még csak arról sem tudtak, hogy az Investigation Discovery számára készül a műsor - ha tudták volna, nem mentek volna bele, hogy szerepeljenek, mert úgy vélték, ez egy komolyabb platformra tartozik.
Josh Peck, aki a "Drake és Josh"-ban volt Drake Bell partnere, számos negatív kommentet kapott, felhánytorgatták neki, hogy nem nyilatkozott semmit az egyébként csak névrokon Brian Peck-kel szemben felmerült vádakról. Igaz, 2022-ben már elmondta, hogy ő sosem ált közel a férfihoz. Drake Bell március 20-i nyilatkozata is megerősítette azt, hogy Josh Peck semmiről nem tudott, Peck pedig egy nappal később Instagramon jelentkezett be: azért nem reagált semmit, mert kellett néhány nap, hogy megeméssze mindazt, amit látott, de felvette a kapcsolatot Bell-lel, és ő maga is elítélően nyilatkozott. Hasonlóképpen nyilatkozott Nancy Sullivan és Steve Burns is (előbbi az Amanda Show és a Drake és Josh szereplője volt, utóbbi a Nick Jr.-on futó "Blue's Clues" szereplője).
Kenan Thompson azt nyilatkozta, hogy ez egy nehéz ügy, még úgy is, hogy a tárgyalt esetek már azután történtek, hogy ő elhagyta a Nickelodeont. Elmondta azt is, hogy Schneider szerepe a "Kenan és Kel" készítésében minimális volt, és együttérzését fejezte ki az áldozatok felé. Mivel szerinte egy biztonságos helynek kell lennie a csatornának a gyerekek számára, ezért azt javasolta, hogy a Nickelodeon vizsgáljon ki mindent alaposan. Színésztársa, Kel Mitchell felidézett egy esetet, amikor a Sok hűhó kapcsán vitába keveredett Schneiderrel, aki ordítozott vele. Lori Beth Denberg azzal vádolta Schneidert, hogy pornófilmeket mutogatott neki, köztük szodómiát bemutatókat, telefonszexet kezdeményezett vele és megfogta a melleit - ezt Schneider később következetesen tagadta és felemlegette, hogy ugyanaz a Kate Taylor csinálta az interjút, mint aki a dokumentumsorozatért is felelős.
Amber Frank, "A Hathaway kísértetlak" szereplője viszont egyenesen azt állította, hogy a Nickelodeon számítógépein gyermekpornográfia is volt, amikor bekerült a műsorba. Allie DiMeco, aki a "The Naked Brothers Band" főszereplője volt, azt mondta, hogy poszttraumás stressz élt át, miután a sorozatban csókolóznia kellett egy harmincas éveiben járó férfival, amikor ő még csak 14-15 éves volt. Azt is elmondta, hogy a gyerekek nem ellenkezhettek az ilyen jellegű döntésekkel szemben - bár Polly Draper rendezőnőnek és stábjának köszönhetően biztonságosabb munkakörnyezetük volt, mint másoknak. A Variety utóbb kiderítette, hogy a kérdéses színész, Jake Hertzog 21 éves volt a forgatáskor. DiMeco azt is mondta, hogy 12-13 éves lehetett, amikor egy producernő megcsókolta őt, miután azt mondta, hogy még sohasem csókolózott. Jack Salvatore Jr., aki a Zoey 101 szereplője volt, majd Schneider későbbi műsorainál szerepelt íróként, megosztott néhány újabb történetet Dan Schneiderről: például hogy sörétes puskával ijesztgette az egyik írót, vagy hogy a Nickelodeon nem engedte, hogy Jennette McCurdy antidepresszánsokat szedjen az anyja halála után, mert nem akarták megkockáztatni, hogy öngyilkos legyen.
Matt Bennett, a "V, mint Viktória" szereplője is negatív véleményt fejezett ki. Melissa Joan Hart, a "Clarissa" főszereplője elmondta, hogy bár őt csak pozitív tapasztalatok érték, száz százalékig hisz az áldozatoknak.
Christopher Massey anyja (Zoey 101), Angel Massey megvédte Schneidert, megköszönte, hogy elindította a fia karrierjét, és becsmérelte az áldozatok szüleit. Miután megtámadták őt a véleményéért, Christopher kérte a kommentelőket, hogy hagyják az anyját békén, mert a saját történetét csak ő mondhatja el, nem a szülei, nem a munkatársai, nem is a barátai. Madisyn Shipman, a "Game Shakers" főszereplője szintén megvédte Schneidert és úgy nyilatkozott, hogy neki csak pozitív tapasztalatai voltak. Matthew Underwood, aki szintén a Zoey 101 szereplője volt, Instagramon mondta el, hogy gyerekként szexuálisan zaklatták, ügynöke pedig 19 éves korában próbált vele erőszakoskodni, és ezért vonult vissza a színészettől. Ugyanakkor Schneiderrel kapcsolatosan ő is pozitív tapasztalatokról beszélt, és megkért mindenkit, hogy ne küldjenek fenyegető üzeneteket azoknak, akik nem szólaltak meg az ügyben.
Ariana Grande a műsor bemutatója után azt mondta, hogy "újra fel kell dolgoznia" a kapcsolatát a Nickelodeonnal. A "V mint Viktória" forgatását úgy élte meg, hogy annak során "a határokat feszegették" és hogy minden gyorsan történt. Miután azonban rájött a kontextusra, az egy kicsit felzaklatta, és a műsorban szereplő egykori gyerekszínészeket túlélőknek tartja. Azt is helyeselte, hogy legyenek terapeuták az ilyen forgatási helyszíneken.

### Dan Schneider reakciója
Az epizódok bemutatása előtt Schneider közleményt adott ki megbízottja útján, miszerint a csatornánál mindig minden a producerek jóváhagyásával történt. Azt is elmondta, hogy szerinte sok felnőtt a felnőtti gondolkodásmódjával lát bele dolgokat gyerekeknek szóló műsorokba, és emiatt téves következtetéseket vonnak le.
A sorozat bemutatása után YouTube-ra került fel egy vele készített interjú (BooG!E készítette, aki az iCarly-ban játszotta T-Bo szerepét). Itt Schneider elmondta, hogy nehezére esett megnézni a sorozatot, különösen azokat a részeket, ahol arra utaltak, hogy egyfolytában masszíroztatta magát. Egyetértett azzal, hogy egyes poénokat ki lehet vágni a jövőbeli sorozatismétlésekből, de hozzátette: akkoriban a gyerekek viccesnek találták és senki nem emelte fel a szavát ellenük. Megismételte, hogy a Nickelodeon részéről minden egyes kreatív döntést jóvá kellett hagyni.
Elismerte, hogy illetlenül viselkedett az írói stábbal szemben és bocsánatot is kért tőlük, amiért kellemetlenül kellett magukat érezniük.Tagadta, hogy a bérezésbe beleszólása lett volna, azt mondta, hogy a megosztott bér teljesen természetesnek számított. Megemlítette, hogy évente 40 epizódot kellett összehozni különféle műsorokból, ami nagy nyomás alá helyezte. Méltatta saját magát, amiért a műsorokban megvolt a diverzitás, és sok fekete főszereplője is volt ezeknek. Tagadta, hogy kitiltották volna bármelyik forgatási helyszínről, azt mondta erről, hogy akkor fordult elő, hogy távol maradt, ha épp elfoglalt volt az írói munkával. Felidézte, hogy ő segített Amanda Bynes-nak, amikor le akart válni a szüleiről, és amikor egy reggel felhívta, hogy segítséget kérjen, aggódott érte, ezért egy jó ismerősét kérte meg, hogy menjen el érte.
Drake Bell szexuális zaklatására azt mondta, hogy nem ő vette fel Brian Pecket, és az egész ügy karrierje legsötétebb pontja. Elmondta, hogy őt is megviselte az ügy, és segített Bell anyjának felkészülni a bíróság előtti szereplésre. Elmondta, hogy megdöbbent azon is, amikor Brian Pecket a szabadulása után a Disney Channel alkalmazásába vette. Ha valamit másként csinált volna a múltban, visszatekintve, az az, mondta, hogy változtatott volna a stílusán és terapeutákat alkalmazott volna a forgatási helyszíneken.
Erre a videóra válaszul március 20-án Alexa Nicholas, a sorozat egyik szereplője reakcióvideót készített, amelyben kritizálta Schneider döntését, hogy ilyen formában nyilatkozik ahelyett, hogy egyesével kérne bocsánatot. Kritizálta továbbá, hogy az interjút szándékosan egy egykori színészével készíttette el. Elmondta, hogy ő nem bocsát meg Schneidernek, és hogy megjátssza az áldozatot. Alapított is egy "Eat Predators" nevű merchandise-termékforgalmazó céget a Nickelodeon ellen, amely szintén kritika tárgya lett, mert sokak szerint az áldozatokból akart ezzel hasznot húzni. Nikolas erre visszavágott, hogy ő maga is áldozat volt, ezért ez a felvetés értelmezhettelen számára.
Leon Frierson, a sorozat másik szereplője ezzel szemben megértőbb volt Schneiderrel, és becsülte, hogy elismerte a hibáit, melyeknek köszönhetően talán kevesebb lesz a megkérdőjelezhető tartalom. Igaz, egy másik interjúban elismerte, hogy annak idején tizedakkora bért kapott, mint mások hasonló munkakörben.
2024 májusában Schneider beperelte a műsor készítőit jó hírnév megsértéséért, mert állítása szerint olyan fényben tüntették fel őt, mintha ő maga is gyerekmolesztáló lett volna.

## Fordítás
Ez a szócikk részben vagy egészben  a   Quiet on Set: The Dark Side of Kids TV című angol Wikipédia-szócikk fordításán alapul.  Az eredeti cikk szerkesztőit annak laptörténete sorolja fel. Ez a jelzés csupán a megfogalmazás eredetét és a szerzői jogokat jelzi, nem szolgál a cikkben szereplő információk forrásmegjelöléseként.